# Freiburg, Niedersachsen
Freiburg (Elbe) är en kommun (köping) och ort i Landkreis Stade i förbundslandet Niedersachsen i Tyskland med cirka 1 800 invånare.
Förutom huvudorten Freiburg hör stadsdelarna Allwörden och Schöneworth till kommunen. Ytterligare byar är Allwördenerdeich, Esch, Kurzenende, Laak, Langenhof, Neuensteden, Rutenstein samt en del av Stellenfleth.
Kommunen ingår i kommunalförbundet Samtgemeinde Nordkehdingen tillsammans med ytterligare fyra kommuner.